# Juan José Saer
Juan José Saer (28 de junho de 1937, Serodino, Argentina - 11 de junho de 2005, Paris, França) foi um escritor e ensaísta argentino, considerado um dos mais importantes da literatura argentina, latino-americana e da literatura em língua espanhola do século XX.
Martín Kohan o chamou "o escritor mais relevante da Argentina depois de Borges" e Beatriz Sarlo, "o melhor escritor argentino da segunda metade do século XX". Em 2007, a revista colombiana Semana produziu uma lista dos melhores 100 livros em língua castelhana dos últimos 25 anos, onde seus romances El entenado (1983), Glosa (1986) e La grande (2005) foram selecionados. Sua obra já foi traduzida para o francês, inglês, alemão, português, holandês, sueco, grego, tcheco e japonês, dentre outros.

## Biografia

### Primeiros anos
Juan José Saer nasceu em 28 de junho de 1937 em Serodino, uma comuna do departamento de Iriondo (província de Santa Fé, Argentina) localizada a quarenta quilômetros ao nordeste da cidade de Rosário, onde passou seus primeiros anos. Sua família era de origem estrangeira: seus pais e avós eram imigrantes sírios católicos que se dedicavam ao comércio.
Em 1948, sua família se mudou para a cidade de Santa Fé, onde concluiu sua educação e trabalhou alguns anos como jornalista, ao mesmo tempo em que travou contato com um grupo de escritores locais, dentre os quais havia o poeta Hugo Gola. Através do grupo, começou uma amizade com o poeta entrerriano Juan L. Ortiz, a quem considerou um mestre e cuja obra influenciou sua escrita de maneira decisiva.

### Trajetória literária
Em seu primeiro livro de contos, En la zona (1960), ainda sob notórias influências borgeanas, já se explicita, deste o título, a fixação por um espaço narrativo em que se desenvolverá a maior parte de sua obra, e que se anuncia no último conto do livro, “Algo se aproxima”. Dois anos depois, se mudou para Colastiné Norte, um bairro costeiro distante do centro da cidade, onde escreveria outros quatro livros: os romances Responso (1964) e La vuelta completa (1966), ambos de caráter existencialista, e os volumes de contos Palo y hueso (1965) e Unidad de lugar (1967). Ao mesmo tempo, combinou a escrita com sua atividade docente, ensinando História do Cinema e Crítica e Estética Cinematográfica na Universidad Nacional del Litoral.
Obteve uma bolsa da Aliança Francesa para ir a Paris em 1968. No começo, pensava em ir por apenas seis meses, mas terminou ficando de maneira definitiva, retornando com frequência à Argentina. Retomou sua atividade docente na Universidade de Rennes I, onde lecionou aulas de Literatura até sua aposentadoria em 2002. Lá conheceu Laurence Gueguen, quinze anos mais nova, e que terminaria sendo sua segunda esposa e mãe de sua filha Clara, que nasceu em 1980.
É na capital francesa que se inicia sua maturidade literária, já que nesse local publicaria suas obras mais célebres. Em 1969, surge seu romance Cicatrices, considerado pela crítica como sua primeira obra madura. Um ano depois, nasce seu filho Jerónimo (1970-2015), que se destacou futuramente como músico e cineasta. Em 1974, após nove anos de trabalho nele, publicou o romance El limonero real, considerado sua obra mais radical e complexa.
Os anos seguintes foram definidos por Saer como os mais difíceis de sua vida, em parte por um sentimento de afastamento e a situação política da Argentina nesse momento, além dos problemas pessoais, como divórcio de sua primeira esposa e a mudança a Rennes, que o manteve afastado de seu filho. Durante esse período, publicou o livro de contos La mayor (1976) e um livro de poemas, El arte de narrar (1977), que reeditaria com ampliações em 1988 e 2000.
Em 1980 publicou Nadie nada nunca, uma espécie de romance policial no qual volta a experimentar com o recurso de uma narração contada por diferentes pontos de vista. Saer o escreveu ao longo de quatro anos em um isolamento completo e o definiu como "um de meus romances mais experimentais". Com essa obra, conseguiu o reconhecimento da crítica, que converteria Saer em um dos autores mais destacados da literatura em espanhol do momento.
Em seguida se distanciou da experimentação formal, retornando a uma espécie de narração mais inteligível. Em 1983 publicou El entenado, o primeiro de três romances que Saer chamou "da planície", e que transcorre em um tempo afastado do resto de suas obras. Com esta obra conseguiu também o reconhecimento do público e até hoje segue sendo um de seus romances mais lidos e estudados. Em seguida surge Glosa (1986), considerado por alguns como seu melhor romance, e que era o favorito do autor, já que "é o livro que mais se parece com o que queria fazer", segundo declarou.
Em 1987 publicou La ocasión, outro romance histórico, desta vez situado no século XIX, com o qual obteria o Prémio Nadal no mesmo ano, e em 1992 surge Lo imborrable, que retoma personagens que haviam aparecido em romances anteriores (La vuelta completa, Glosa). Nessa época, aparece seu "tratado imaginário" El río sin orillas, texto híbrido entre ficção, ensaio e história sobre o Rio da Prata. Voltou a se aventurar pelo romance policial com La pesquisa (1994), e três anos depois apareceu Las nubes, romance histórico escrito a partir de um manuscrito que encontram os protagonistas do livro anterior. No mesmo ano lançou El concepto de ficción, e, em 1999, La narración-objeto, dois volume de ensaios nos quais, além de analisar obras de outros autores, expõe os fundamentos teóricos de seu programa narrativo.
O livro de contos Lugar (2000) foi o último que publicou em vida. No ano seguinte, a editora Seix Barral publicou seus Cuentos completos em ordem inversa, desde o mais recente até os primeiros, com quatro relatos escritos nos anos 60 e que até então não haviam aparecido em livro.
No Brasil, Saer ficou conhecido mais pela sua ficção, principalmente por O enteado, e por alguns artigos escritos para o jornal Folha de S.Paulo. Seus ensaios não se resumem ao panorama platino (Saer passou mais da metade de sua vida na França), também examinando questões críticas e teóricas que revelam a atualidade e a vitalidade de sua crítica e reforçam a identificação do crítico com o ficcionista.

### Falecimento e legado
Vítima de um câncer de pulmão, Saer faleceu em Paris no dia 11 de junho de 2005, aos 67 anos, e foi sepultado no cemitério do Père-Lachaise (nicho 25722). No momento de sua morte, estava escrevendo os últimos capítulos de seu último e mais extenso romance, La grande, que terminou sendo publicado postumamente no ano de 2005 junto de Trabajos, uma coleção de artigos literários presentes em diversos diários e revistas que Saer já pretendia publicar. Além desses títulos, entre 2012 e 2015 a editora Seix Barral publicou uma coleção de textos inéditos de Saer sob o título de Borradores inéditos, reunidos em quatro volumes: os primeiros de rascunhos e notas, o terceiro de poemas e o quarto, de ensaios. Com esses textos, segundo seu editor Alberto Díaz, foi publicada sua obra completa.
Em fevereiro de 2019, o município de Serodino, em colaboração com o governo provinciano, recuperou a casa natal de Saer para ser convertida em um centro cultural.

## Obras

### Romances
- Responso (1963)
- La vuelta completa (1966)
- Cicatrices (1969)
- El limonero real (1974)
- Nadie nada nunca (1980)
- El entenado (1983)
- Glosa (1986)
- La ocasión (1987)
- Lo imborrable (1992)
- La pesquisa (1994)
- Las nubes (1997)
- La grande (2005)

### Contos
- En la zona (1960)
- Palo y hueso (1965)
- Unidad de lugar (1967)
- La mayor (1976)
- Lugar (2000)
- Cuentos completos (2001)
- A medio borrar (antologia, 2017)

### Poesia
- El arte de narrar (1997)
- Poemas: borradores inéditos 3 (2013)

### Ensaios
- El río sin orillas: tratado imaginario (1991)
- El concepto de ficción (1997)
- La narración-objeto (1999)
- Trabajos (2005)
- Ensayos: borradores inéditos 4 (2015)

### Outros
- Papeles de trabajo: borradores inéditos (2012)
- Papeles de trabajo II: borradores inéditos (2013)

## Edições em Português
| Ano  | Obra                                | Editora              | Tradutor                    | País     |
| ---- | ----------------------------------- | -------------------- | --------------------------- | -------- |
| 1969 | Cicatrizes                          | Cavalo de Ferro      | Miguel Filipe Mochila       | Portugal |
| 1974 | O limoeiro real                     | 7Letras              | Lucas Lazzaretti            | Brasil   |
| 1980 | Ninguém nada nunca                  | Companhia das Letras | Bernardo Carvalho           | Brasil   |
| 1983 | O enteado                           | Iluminuras           | José Feres Sabino           | Brasil   |
| 1987 | A ocasião                           | Companhia das Letras | Paulina Wacht e Ari Roitman | Brasil   |
| 1987 | A ocasião                           | Caminho              | António Gonçalves           | Portugal |
| 1994 | A pesquisa (BR) A investigação (PT) | Companhia das Letras | Rubens Figueiredo           | Brasil   |
| 1994 | A pesquisa (BR) A investigação (PT) | Caminho              |                             | Portugal |
| 1997 | As nuvens                           | Companhia das Letras | Heloísa Jahn                | Brasil   |
| 1997 | As nuvens                           | Caminho              | António Gonçalves           | Portugal |
| 1997 | O conceito de ficção                | 7Letras              | Lucas Lazzaretti            | Brasil   |
| 2005 | O grande                            | Companhia das Letras | Heloísa Jahn                | Brasil   |